# Franz Daniel Pastorius

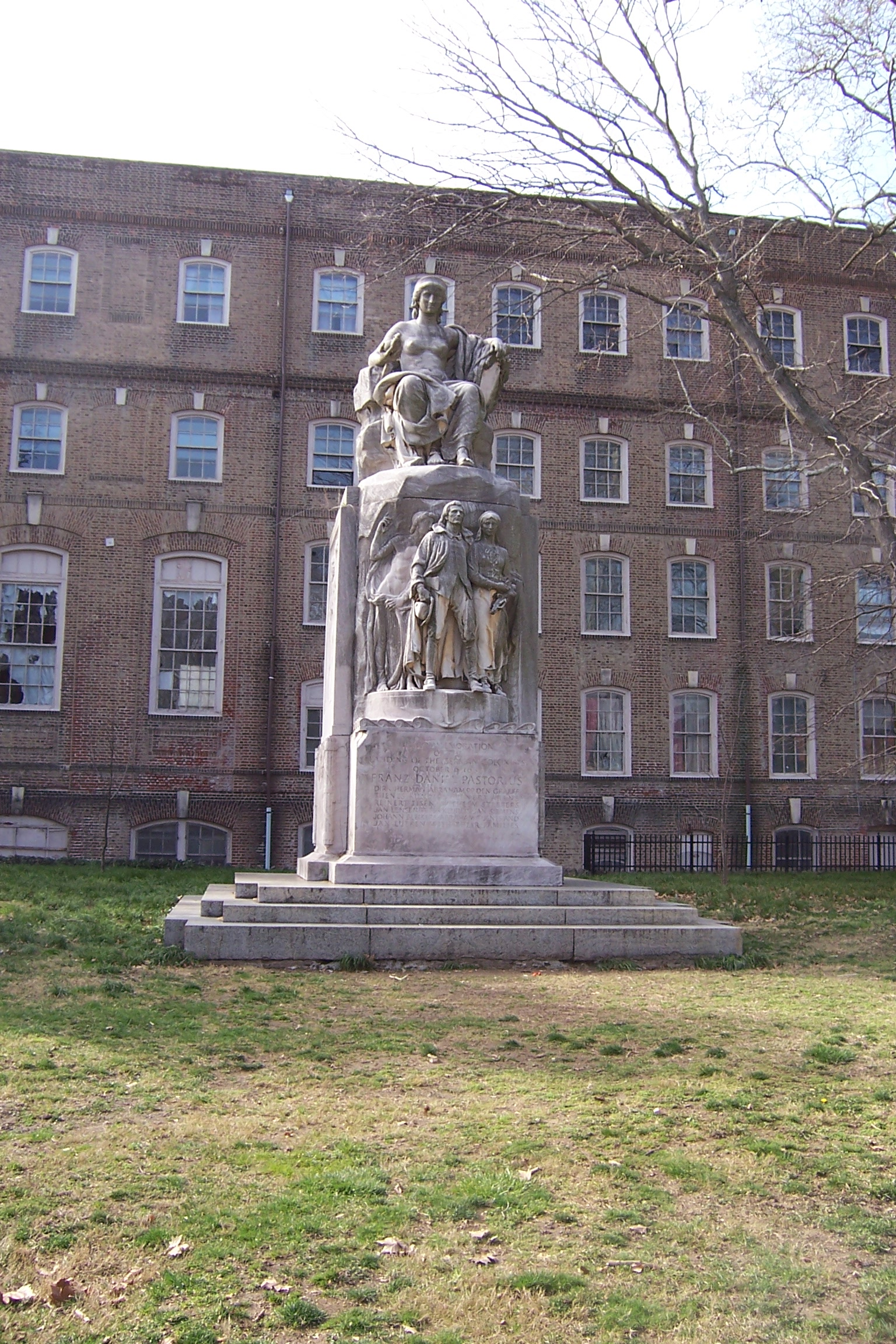
Denkmal im Vernon Park, Philadelphia, zur Erinnerung an Pastorius und die ersten Siedler

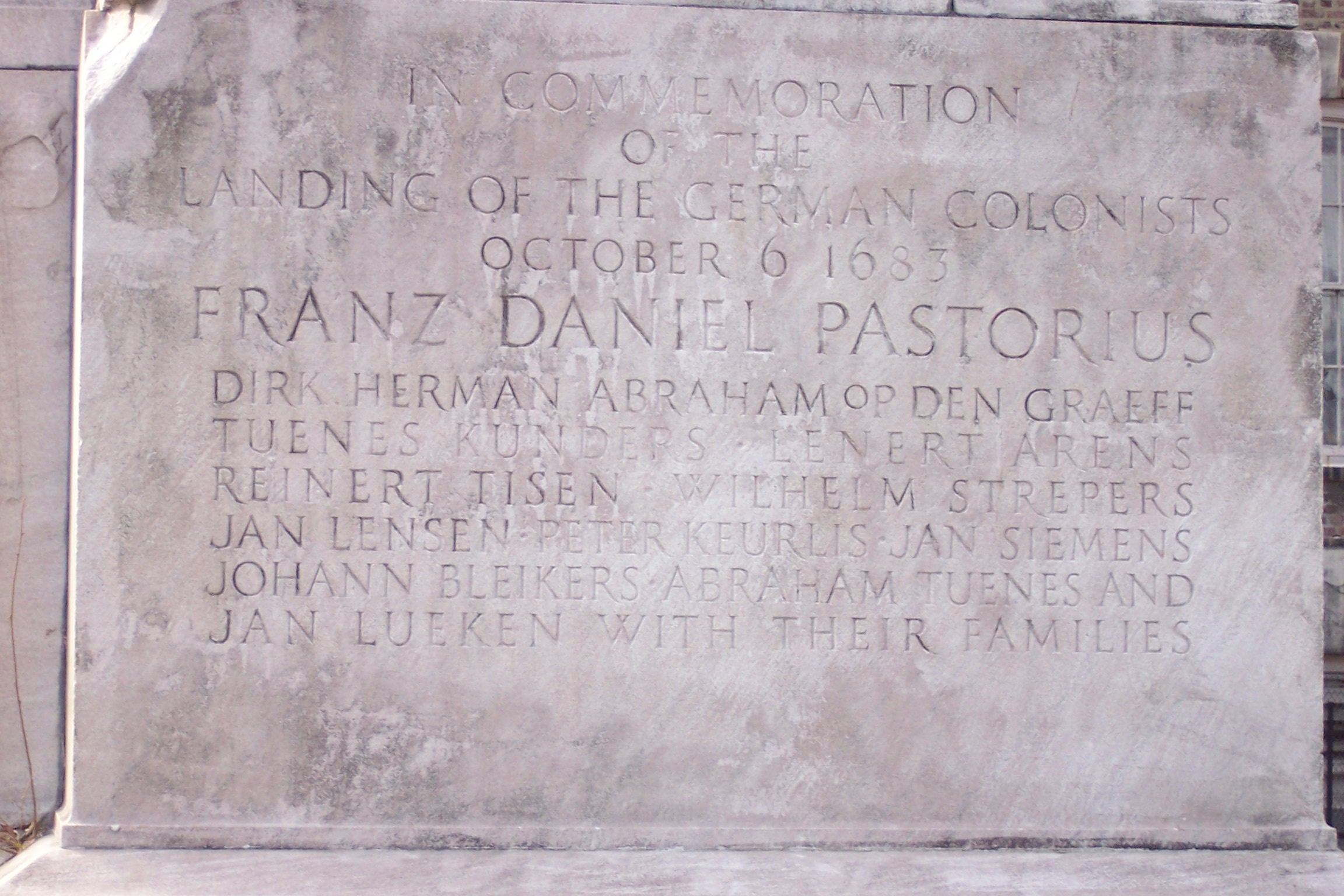
Inschrifttafel des Denkmals

Franz Daniel Pastorius (* 26. September 1651 in Sommerhausen; † zwischen dem 26. Dezember 1719 und dem 13. Januar 1720 in Germantown, Province of Pennsylvania), englisch Francis Daniel Pastorius, war ein deutscher Jurist. Er begründete die Deutsche Überseewanderung und war der einzige deutsche Schriftsteller des Barock in Amerika.

## Leben

### Herkunft und frühe Jahre
Franz Daniel Pastorius wurde geboren als Sohn des Melchior Adam Pastorius (1624–1702), Jurist in Sommerhausen, ab 1658 Bürgermeister von Windsheim, und dessen Gattin Magdalena (1607–1657). Der Vater konvertierte 1649 vom Katholizismus zum Luthertum. Franz Daniel Pastorius studierte zwischen 1668 und 1676 Rechtswissenschaften an den Universitäten in Altdorf bei Nürnberg, Straßburg und Jena, um anschließend zu promovieren. Die juristische Alltagsarbeit in Windsheim behagte ihm von Anfang an nicht, und auf eine Empfehlung des Superintendenten Johann Heinrich Horb wechselte er 1679 nach Frankfurt am Main. Dort fand er Zugang zu dem radikal-pietistischen Zirkel um Johann Jakob Schütz. In Amerika wandte sich Pastorius dem Quäkertum zu und kooperierte mit Mennoniten. In der deutschsprachigen Forschung wird er dennoch manchmal bis zu seinem Lebensende als lutherischer Pietist gesehen, in der amerikanischen Forschung hingegen meist als Quäker; neuerdings wird auch die Position vertreten, dass Pastorius Glaubensinhalte aus verschiedenen Konfessionen auswählte.
Durch die Vermittlung von Philipp Jacob Spener trat er eine Stelle als Hofmeister bei Johann Bonaventura von Bodeck an, mit dem er von 1680 bis 1682 auf Kavalierstour durch Europa reiste.

### Erste deutsche Siedlung in Amerika
1682 gründete der Kreis um Schütz die Frankfurter-Land-Kompagnie, in deren Auftrag Pastorius im August 1683 mit dem Schiff America nach Philadelphia reiste, um in Pennsylvania für die Gesellschaft Land anzukaufen. Als am 6. Oktober 1683 statt der erhofften Freunde aus Frankfurt 13 Familien aus Krefeld auf der Galeone Concord, der „deutschen Mayflower“, im Hafen von Philadelphia eintrafen, die sich aus Reformierten, Quäkern und Mennoniten zusammensetzten, organisierte Pastorius für diese Gruppe dennoch den Landerwerb (61 km²). Noch im Jahr der Ankunft 1683 wurde die Siedlung Germantown gegründet, die erste deutsche Ansiedlung in Nordamerika. Pastorius wirkte dort als Gemeindeoberhaupt, entwarf das offizielle Wappen, vermittelte Kenntnisse über den Wein- und Gartenbau und unterrichtete als Lehrer. Im Auftrag deutscher Siedler schrieb er zudem Briefe in deren Heimat. Pastorius veröffentlichte auch das erste in Pennsylvania verfasste Schulbuch in englischer Sprache.

### Protestnote gegen die Sklaverei
Am 18. Februar 1688 initiierten Abraham Isacks op den Graeff, Herman Isacks op den Graeff, Gerrit Henderich und Pastorius den ersten Protest gegen die Sklaverei in Amerika.  Pastorius verfügte über gute Kontakte zu William Penn, dem Gouverneur von Pennsylvania, der selber Sklaven besaß. 1687 wurde er in die Pennsylvania Provincial Assembly gewählt, der er bis 1691 angehörte. Penn trug ihm ferner die Leitung der höheren Quäkerschule zu Philadelphia (1698–1700) an.

## Ehe und Söhne
Franz Daniel Pastorius heiratete am 6. November 1688 Änneke Klostermann (* um 1663 in Mülheim an der Ruhr). Ihre Söhne waren:
- Johann Samuel (* 30. März 1690 in Germantown; † 1722)
- Heinrich (* 1. April 1692 in Germantown; †?)

## Verschiedenes
- Ein Gemälde im Kapitol in Washington, D.C. zeigt Franz Daniel Pastorius kniend vor Indianern.
- John Greenleaf Whittier, ein US-amerikanischer Quäkerdichter, verewigte Pastorius in seinem Gedicht „The Pennsylvania Pilgrim“ (1872)
- Unternehmen Pastorius war der Deckname einer Organisation, die 1942 deutsche Saboteure in die USA einschleuste.
- Der Bassist Jaco Pastorius (1951–1987) war ein Nachkomme.
- Michael Klemm verfasste das Theaterstück „America“, ein Stück über Franz Daniel Pastorius, den ersten deutschen Aussiedler nach Amerika und Gründer der Stadt German Town in Pennsylvania (Sommerhausen 2002)

## Werke (Auswahl)

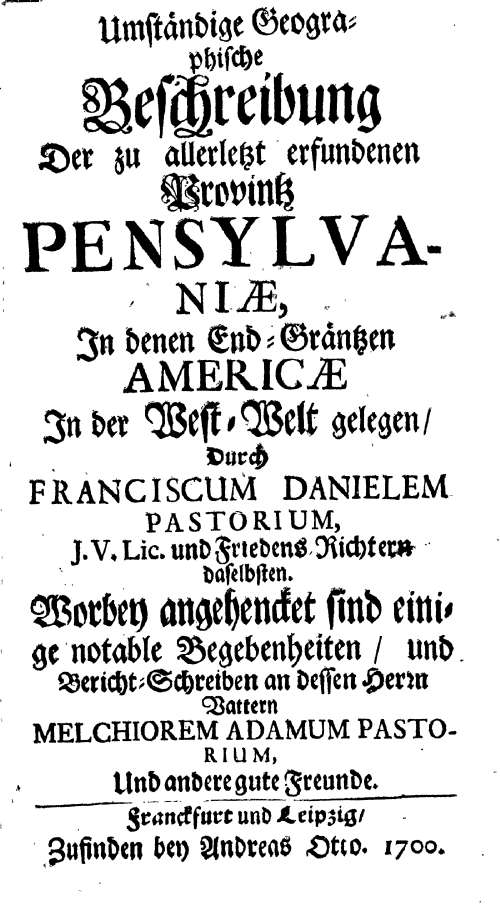
Titelblatt des Berichtes aus Nordamerika

- Franz Daniel Pastorius Beschreibung von Pennsylvanien. Nachbildung der in Frankfurt a./M. im Jahre 1700 erschienenen Original-Ausgabe. Herausgegeben vom Crefelder Verein für wissenschaftliche Vorträge. Kramer & Baum, Krefeld 1884 (Norderstedt 2017, ISBN 3-7436-9450-6).
- Umständige Geographische Beschreibung Der zu allerletzt erfundenen Provintz Pensylvaniæ, In denen End-Gräntzen Americæ in der West-Welt gelegen. Andreas Otto, Franckfurt / Leipzig (i. e.: Nürnberg) 1700 (Digitalisat).
- A New Primmer or Methodical Directions to attain the True Spelling, Reading and Writing of English. Printed by William Bradford, and sold by the author, s. l. 1698.
- Henry Bernhard Koster, William Davis, Thomas Rutter et Thomas Bowyer, four boasting disputers of this world briefly rebuked, and answered according to their folly. Which they themselves have manifested in a late pamphlet, entituled, Advise for all professors and writers. Printed and sold by William Bradford, s. l. 1697.
- Seventeenth Century American Poetry. Edited with an introduction, notes, and comments by Harrison T. Meserole. New York University Press, New York NY 1968.
- Deliciae Hortenses, or Garden-recreations, and Voluptates apianae (= Studies in German Literature, Linguistics and Culture. 2). Edited by Christoph E. Schweitzer. Camden House, Columbia SC 1982, ISBN 0-938100-06-8 (Gedichte).
- Patrick Erben, Alfred Brophy, Margo Lambert (Hrsg.): The Francis Daniel Pastorius Reader: Writings by an Early American Polymath. Penn State University, University Park 2019, ISBN 978-0-271-08328-5.